# Sugar Ray Leonard
Ray Charles Leonard (Wilmington, Carolina del Norte, 17 de mayo de 1956) es un ex boxeador profesional estadounidense primero en la historia del boxeo profesional que logró títulos mundiales en cinco categorías, y considerado uno de los mejores, más populares y exitosos boxeadores de todos los tiempos.
Su carrera de amateur fue completamente sólida e inigualable obteniendo un récord de 145-5, 75 por KO. Ganó muchos campeonatos, entre ellos una medalla de oro en los Juegos Olímpicos de Montreal 1976 y el campeonato nacional de los Guantes de Oro en 1973 y 1974.
Logra su consolidación definitiva tras vencer al por entonces campeón mundial Wélter del WBC, Wilfred Benítez.
En junio de 1980, decide medir fuerzas con Roberto "Mano de Piedra" Durán considerado el mejor peso ligero de la historia, protagonizando la denominada "Pelea del Siglo". Pero surgió la sorpresa y el panameño, en uno de los más emocionantes combates recordados, gana con toda justicia. La euforia por otra pelea fue tal, que se organizó la revancha en noviembre de ese mismo año, en donde Leonard recuperaría el Título Mundial, luego de que Durán se negara a seguir la pelea transcurriendo el octavo asalto en una pelea donde Sugar pidió un entarimado tamaño especial 21 x 21.
En 1981, nuevamente edita uno de los combates más emocionantes de la historia del pugilismo, ante Thomas Hearns, para unificar los títulos WBC y WBA de los Welters. En el asalto 14, y tras unas durísimas combinaciones, el árbitro se ve obligado a detener el combate ante la superioridad manifiesta de Sugar. Tras el triunfo es considerado el mejor Peso Wélter de la historia.
En febrero de 1982, los médicos descubren que Leonard tiene un desprendimiento de retina, por lo cual no puede seguir peleando. Ahí aparece su primera retirada del boxeo.
Retornó el 11 de mayo de 1984, noqueando a Kevin Howard en nueve episodios y volvió a desaparecer de los cuadriláteros hasta que tres años más tarde sorprendió al mundo del deporte una vez más, cuando se anunció que pelearía contra el campeón mediano Marvin "Marvelous" Hagler. El combate generó un enorme interés, y se anunció como la "Súperpelea de los '80". Ante todos los pronósticos, y en una espectacular pelea, Leonard era declarado nuevo campeón de Peso Mediano del mundo, por decisión dividida, que significó su tercera coronación en diferentes categorías.
Tras otro anuncio de retiro, en noviembre de 1988 regresa, peleando con Don Lalonde, pero es tirado en el cuarto asalto por un corte en la nariz. Sin embargo se levanta y lo noquea en el noveno asalto, ganando 2 títulos en una sola pelea, el de los Pesos Supermediano y Semipesado, respectivamente.
En 1989, reedita sendos clásicos ante Thomas Hearns y Roberto Durán, empatando con Hearns y derrotando a Durán por puntos. Sin embargo, el 9 de febrero del año siguiente un joven Terry Norris, en uno de sus mejores momentos, gana por decisión unánime a Leonard en forma categórica y, a juicio de algunos, perdonándole un KO. seguro en los últimos asaltos. El estadounidense volvió a anunciar su retirada.
En 1997, a los 40 años, hizo su última aparición, siendo derrotado ante el entonces excampeón mundial de peso ligero Héctor Camacho. Ese mismo año, Leonard fue incluido en el Salón de la Fama del Boxeo.

## Biografía

### Inicios
El nombre de Ray le vino por la admiración de su madre Getha por el cantante Ray Charles. Leonard se interesó verdaderamente por el boxeo a los 14 años, después de probar en lucha libre, ballet, patinaje y gimnasia. Ray empezó a frecuentar el Centro de Recreo Palmer Park donde ayudaba como voluntario al ex boxeador Dave Jacobs.
El interés de Ray creció a medida que conocía este deporte y para acallar la voces críticas de su familia que le tildaban de "afeminado". Leonard entrenó con boxeadores mucho más fuertes y grandes que él, lo que le llevó a recibir muchas palizas, pero su calidad y su incremento de peso le hicieron convertirse en el amo y señor del gimnasio. Después de participar en varios torneos regionales fue incluido en la selección nacional, siendo menor de edad.
Después de fracasar en su intento de participar en los Juegos Olímpicos de Múnich 1972 acudió a la cita en Montreal 1976 y logró la medalla de oro ganando en la final al cubano Andrés Aldama. Leonard peleó durante los Juegos Olímpicos con fotos de su hijo Ray jr. y la madre de éste, Juanita, en los calcetines. Este hecho, su forma de ser y su buena planta le hicieron ser el ganador olímpico más popular de Estados Unidos.

## Carrera profesional

### Incursión al Profesionalismo
No pensaba dedicar su vida al boxeo, pero por motivos económicos se pasa al profesionalismo Leonard en noviembre de 1976 y su primera pelea profesional es el 5 de febrero de 1977 ante Luis Vega, al cual vence por puntos en 6 rounds, ya con Angelo Dundee en su esquina y sin contrato con ningún promotor, cobró 40.000 dólares, récord para aquella época. Durante 1978 realiza 11 combates, con 6 victorias por KO. Al año siguiente 1979, tras realizar 9 peleas, venciendo 7 por KO. y de haber ganado los títulos de la Federación Americana de Boxeo y el título nacional y después de 25 peleas invicto, la pelea por el título mundial era una realidad, era el retador número 1 indiscutido.

### Su primera corona ante Wilfred Benítez
Gracias a su gran momento boxístico, le llegó la oportunidad de disputar el título mundial wélter del Consejo Mundial de Boxeo, contra el campeón Wilfred Benítez.
Las negociaciones antes de la pelea fueron muy duras ya que Leonard pedía una cifra de siete cifras y la gente de Benítez exigía que el campeón cobrara una bolsa superior. Al final ambos boxeadores cobraron una bolsa superior al millón de dólares, récord en los pesos welters. Leonard ganó por nocaut en el decimoquinto asalto en una precipitada decisión del árbitro, Carlos Padilla, que paró la pelea faltando pocos segundos para el final y cuando la decisión de los jueces era muy ajustada.
Después de esta victoria en el Caesars Palace de Las Vegas, Leonard se casó con Juanita la madre de su hijo en enero de 1980. La primera defensa de Leonard fue Dave "Boy" Green, el cual sucumbió ante Leonard en el cuarto asalto.

### La rivalidad versus Roberto Durán
La siguiente pelea de Leonard fue contra el imbatible campeón ligero desde 1972 hasta 1978, el panameño, Roberto Durán que tenía una derrota en 72 peleas 56 de las cuales fueron por KO (22 en el primer asalto) y que poseía un estilo completamente opuesto al suyo.
La pelea fue un éxito en taquilla sin precedentes y Leonard que era el favorito se llevó una bolsa de 9 millones de dólares. Durán provocó a Leonard antes de empezar la pelea insultándolo y renunciando a chocar los guantes. Durán salió al ring con la intención de convertir la pelea en una guerra y llevar a Leonard a su terreno y lo consiguió. La pelea se desarrolló con un ritmo muy alto y en la media distancia y allí Durán ganó la pelea por decisión unánime.

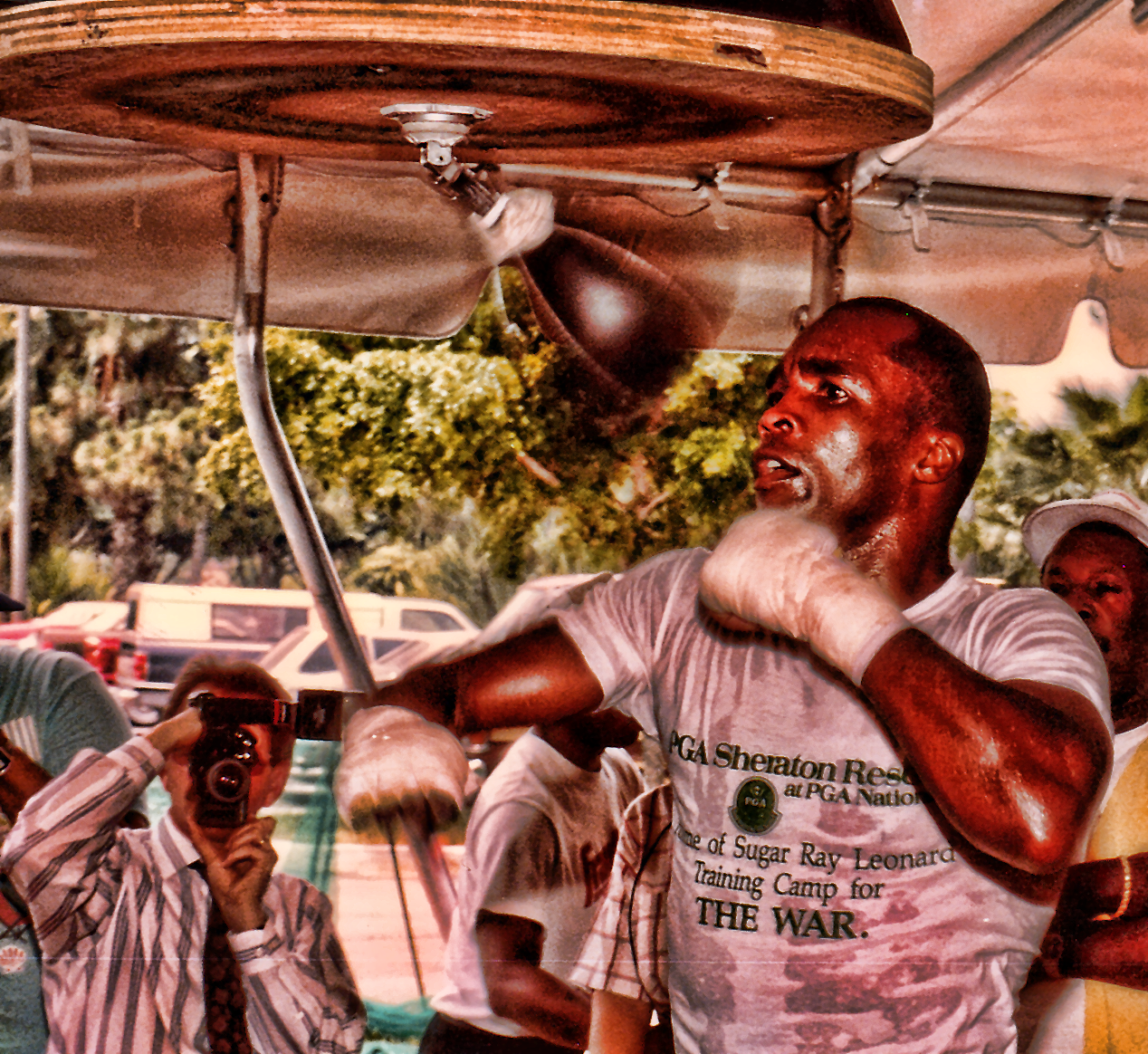
Sugar Ray Leonard entrenando en el Sheraton Resort de Palm Beach, Florida, antes de su segunda pelea contra Thomas Hearns en 1989

La revancha fue una de las más cortas en la historia del boxeo, solo 6 meses luego, dando cabida a muchas especulaciones hasta el día de hoy. Leonard aprendió de los errores de su primer enfrentamiento con Durán y no dejó que este entrase nunca en la pelea, Leonard se movió e hizo valer su velocidad y su excelente juego de piernas y en el octavo asalto Durán decidió abandonar la pelea argumentando un fuerte calambre estomacal debido a ciertos alimentos ingeridos antes de la pelea. Luego de esto Sugar Ray no le dio la revancha que Durán tanto deseaba sino hasta 9 años después Durán contaba ya con 38 años

### Campeón Mundial de dos categorías
La siguiente defensa de Leonard fue contra Lary Bonds al cual ganó en diez asaltos. Leonard en una buena estrategia de despacho subió a los súper welters para ganar a Ayube Kalule, campeón de la Asociación Mundial de Boxeo y conseguir ese título sin perder su corona del Consejo wélter.

### La emocionante pelea frente Thomas Hearns
El 16 de septiembre de 1981 se llevó a cabo la ansiada pelea contra Thomas Hearns, para unificar los títulos del Consejo Mundial de Boxeo y de la Asociación Mundial de Boxeo en el peso wélter. Hearns salió al ataque en esta pelea y corto a Leonard en el segundo asalto; Hearns dominó el primer tercio del combate. Sin embargo, Leonard empezó a recortar camino a partir del sexto asalto. En el decimotercer asalto, Leonard derribó en 1 ocasión a Hearns, terminando el asalto visiblemente lastimado. En el decimocuarto asalto, una ofensiva de Leonard, provocó la detención del combate ante la sorpresa de muchos, pues llevaba claramente perdido el pleito por puntos.

### Primeros retiros de la actividad
En febrero del año siguiente, ganó a Bruce Finch en el tercer asalto. Antes de defender sus coronas contra Roger Stafford, se le diagnosticó desprendimiento parcial de retina y anunció su retiro. En mayo de 1984, volvió a los cuadriláteros para ganar con muchos apuros a Kevin Howard. Leonard cayó en el cuarto asalto, la primera vez que caía en toda su carrera, y después de esa pelea, anunció su nuevo retiro de los cuadriláteros.

### La Superpelea frente a Marvin Hagler
En [1986], anunció su regreso al boxeo con la condición de hacerlo con el campeón unificado, Marvin Hagler. La Federación Internacional de Boxeo y la Asociación Mundial, desposeyeron a Hagler del cinturón mundial y sólo el Consejo Mundial mantuvo a Hagler como campeón. El encuentro se llevó a cabo el lunes 6 de abril de 1987. Leonard se llevó 11 millones de dólares y Hagler 13 millones. Leonard ganó una pelea muy igualada y muy táctica en la que el público descaradamente a favor de Leonard influyó en los jueces, que dieron 115-113, 113-115 y un increíble 110-118.

### Título Mundial de los Supermedios
Después de esta pelea ambos boxeadores anunciaron su retirada. En 1988, volvió al boxeo para medirse con Don Lalonde, campeón semipesado del Consejo Mundial y Leonard utilizó su astucia en los despachos para que la pelea se realizara en los límites de la nueva categoría de los supermedios y el Consejo Mundial reconociera esta pelea como título mundial, con lo que Leonard al ganar en el noveno asalto consiguió dos títulos del mundo de dos categorías, algo inaudito.

### Reedición de clásicos frente a Hearns y Durán
La siguiente pelea fue contra el primer hombre en ganar cinco coronas mundiales en tantas categorías, Thomas Hearns. La pelea se escenificó en el Caesars Palace de Las Vegas el 12 de junio del 1989. La pelea fue un éxito en taquilla y aunque mucha gente creía que la pelea sería una decepción en vista de toda la parafernalia montada alrededor de la pelea, ambos púgiles no defraudaron y la pelea acabó en empate después de 12 asaltos sin tregua. Leonard cayó en el tercer asalto y en el noveno y aunque estuvo a punto de tumbar a Hearns y apretó mucho en los últimos asaltos, la pelea tenía que haberla ganado Hearns.
El siguiente encuentro en el ring fue el final de la trilogía contra Roberto Durán en diciembre del mismo año. Leonard ganó a los puntos por decisión unánime en una pelea que dejó mucho que desear y donde el público abucheó a los boxeadores.

### Derrota frente a Terry Norris
El 9 de febrero del año siguiente un joven Terry Norris en uno de sus mejores momentos ganó por decisión unánime a Leonard dándole una soberana paliza y, a juicio de algunos, perdonándole un nocaut seguro en los últimos asaltos. Después de esta derrota, Leonard volvió a anunciar su retirada.

### Retiro definitivo
El 1 de marzo de 1997, con 40 años de edad, tras seis retirado del boxeo y después de haber entrado en el Salón Internacional de la Fama del Boxeo, perdió en Atlantic City por nocaut técnico en el quinto asalto en el peso medio ante el puertorriqueño Héctor Camacho, en un último intento de volver a sentir la gloria en un ring.

## Récord profesional
| Res.     | Récord | Rival                | Tipo | Ronda, tiempo | Fecha                    | Localidad                                                      | Notas                                                                                      |
| -------- | ------ | -------------------- | ---- | ------------- | ------------------------ | -------------------------------------------------------------- | ------------------------------------------------------------------------------------------ |
| Derrota  | 36–3–1 | Héctor Camacho       | TKO  | 5 (12), 1:08  | 1 de marzo de 1997       | Convention Hall, Atlantic City, Nueva Jersey, U.S.             | Por el IBC del peso medio                                                                  |
| Derrota  | 36–2–1 | Terry Norris         | UD   | 12            | 9 de febrero de 1991     | Madison Square Garden, Nueva York, U.S.                        | Por el WBC del peso medio ligero                                                           |
| Victoria | 36–1–1 | Roberto Durán        | UD   | 12            | 7 de diciembre de 1989   | The Mirage, Paradise, Nevada, U.S.                             | Retiene el WBC del peso super medio                                                        |
| Empate   | 35–1–1 | Thomas Hearns        | SD   | 12            | 12 de junio de 1989      | Caesars Palace, Paradise, Nevada, U.S.                         | Retiene el WBC del peso super medio; Por el WBO del peso super medio                       |
| Victoria | 35–1   | Donny Lalonde        | TKO  | 9 (12), 2:30  | 7 de noviembre de 1988   | Caesars Palace, Paradise, Nevada, U.S.                         | Gana el WBC del peso semipesado y el vacante WBC del peso super medio                      |
| Victoria | 34–1   | Marvin Hagler        | SD   | 12            | 6 de abril de 1987       | Caesars Palace, Paradise, Nevada, U.S.                         | Gana el WBC, The Ring, y lineales del peso medio                                           |
| Victoria | 33–1   | Kevin Howard         | TKO  | 9 (10), 2:27  | 11 de mayo de 1984       | Centrum, Worcester, Massachusetts, U.S.                        |                                                                                            |
| Victoria | 32–1   | Bruce Finch          | TKO  | 3 (15), 1:50  | 15 de febrero de 1982    | Centennial Coliseum, Reno, Nevada, U.S.                        | Retiene los WBA, WBC, The Ring, y lineales del peso wélter                                 |
| Victoria | 31–1   | Thomas Hearns        | TKO  | 14 (15), 1:45 | 16 de septiembre de 1981 | Caesars Palace, Paradise, Nevada, U.S.                         | Retiene los títulos WBC, The Ring, y lineales del peso wélter; Gana el WBA del peso wélter |
| Victoria | 30–1   | Ayub Kalule          | TKO  | 9 (15), 3:06  | 25 de junio de 1981      | Astrodome, Houston, Texas, U.S.                                | Gana el WBA, The Ring, y lineales del superwélter                                          |
| Victoria | 29–1   | Larry Bonds          | TKO  | 10 (15), 2:22 | 28 de marzo de 1981      | Carrier Dome, Syracuse, Nueva York, U.S.                       | Retiene los WBC, The Ring, y lineales del peso wélter                                      |
| Victoria | 28–1   | Roberto Durán        | RTD  | 8 (15), 2:44  | 25 de noviembre de 1980  | Superdome, Nueva Orleans, Luisiana, U.S.                       | Gana los títulos WBC, The Ring, y lineales del peso wélter                                 |
| Derrota  | 27–1   | Roberto Durán        | UD   | 15            | 20 de junio de 1980      | Olympic Stadium, Montreal, Quebec, Canadá                      | Pierde los títulos WBC, The Ring, y lineales del peso wélter                               |
| Victoria | 27–0   | Dave Boy Green       | KO   | 4 (15), 2:27  | 31 de marzo de 1980      | Capital Centre, Landover, Maryland, U.S.                       | Retiene los títulos WBC, The Ring, y lineales del peso wélter                              |
| Victoria | 26–0   | Wilfred Benítez      | TKO  | 15 (15), 2:54 | 30 de noviembre de 1979  | Caesars Palace, Paradise, Nevada, U.S.                         | Gana los títulos WBC, The Ring, y lineales del peso wélter                                 |
| Victoria | 25–0   | Andy Price           | KO   | 1 (12), 2:52  | 28 de septiembre de 1979 | Caesars Palace, Paradise, Nevada, U.S.                         | Retiene el título NABF del peso wélter                                                     |
| Victoria | 24–0   | Pete Ranzany         | TKO  | 4 (12), 2:41  | 12 de agosto de 1979     | Caesars Palace, Paradise, Nevada, U.S.                         | Gana el título NABF del peso wélter                                                        |
| Victoria | 23–0   | Tony Chiaverini      | RTD  | 4 (10)        | 24 de junio de 1979      | Caesars Palace, Paradise, Nevada, U.S.                         |                                                                                            |
| Victoria | 22–0   | Marcos Geraldo       | UD   | 10            | 20 de mayo de 1979       | Riverside Centroplex, Baton Rouge, Luisiana, U.S.              |                                                                                            |
| Victoria | 21–0   | Adolfo Viruet        | UD   | 10            | 21 de abril de 1979      | Dunes, Paradise, Nevada, U.S.                                  |                                                                                            |
| Victoria | 20–0   | Daniel Aldo Gonzalez | TKO  | 1 (10), 2:03  | 24 de marzo de 1979      | Community Center, Tucson, Arizona, U.S.                        |                                                                                            |
| Victoria | 19–0   | Fernand Marcotte     | TKO  | 8 (10), 2:33  | 11 de febrero de 1979    | Convention Center, Miami Beach, Florida, U.S.                  |                                                                                            |
| Victoria | 18–0   | Johnny Gant          | TKO  | 8 (12), 2:57  | 11 de enero de 1979      | Capital Centre, Landover, Maryland, U.S.                       |                                                                                            |
| Victoria | 17–0   | Armando Muniz        | RTD  | 6 (10), 3:00  | 9 de diciembre de 1978   | Civic Center, Springfield, Massachusetts, U.S.                 |                                                                                            |
| Victoria | 16–0   | José Bernardo Prada  | UD   | 10            | 3 de noviembre de 1978   | Cumberland County Civic Center, Portland, Maine, U.S.          |                                                                                            |
| Victoria | 15–0   | Randy Shields        | UD   | 10            | 6 de octubre de 1978     | Civic Center, Baltimore, Maryland, U.S.                        |                                                                                            |
| Victoria | 14–0   | Floyd Mayweather Sr. | TKO  | 10 (10), 2:16 | 9 de septiembre de 1978  | Civic Center, Providence, Rhode Island, U.S.                   |                                                                                            |
| Victoria | 13–0   | Dicky Eklund         | UD   | 10            | 18 de julio de 1978      | John B. Hynes Memorial Auditorium, Boston, Massachusetts, U.S. |                                                                                            |
| Victoria | 12–0   | Rafael Rodríguez     | UD   | 10            | 3 de junio de 1978       | Civic Center, Baltimore, Maryland, U.S.                        |                                                                                            |
| Victoria | 11–0   | Randy Milton         | TKO  | 8 (10), 2:55  | 13 de mayo de 1978       | Memorial Auditorium, Utica, Nueva York, U.S.                   |                                                                                            |
| Victoria | 10–0   | Bobby Haymon         | RTD  | 3 (10)        | 13 de abril de 1978      | Capital Centre, Landover, Maryland, U.S.                       |                                                                                            |
| Victoria | 9–0    | Javier Muniz         | KO   | 1 (8), 2:45   | 19 de marzo de 1978      | Veterans Memorial Coliseum, New Haven, Connecticut, U.S.       |                                                                                            |
| Victoria | 8–0    | Art McKnight         | TKO  | 7 (8), 1:52   | 1 de marzo de 1978       | Hara Arena, Dayton, Ohio, U.S.                                 |                                                                                            |
| Victoria | 7–0    | Rocky Ramon          | UD   | 8             | 4 de febrero de 1978     | Civic Center, Baltimore, Maryland, U.S.                        |                                                                                            |
| Victoria | 6–0    | Hector Diaz          | KO   | 2 (8), 2:20   | 17 de diciembre de 1977  | D.C. Armory, Washington D. C., U.S.                            |                                                                                            |
| Victoria | 5–0    | Augustin Estrada     | KO   | 6 (8), 1:54   | 5 de noviembre de 1977   | Caesars Palace, Paradise, Nevada, U.S.                         |                                                                                            |
| Victoria | 4–0    | Frank Santore        | KO   | 5 (8), 2:55   | 24 de septiembre de 1977 | Civic Center, Baltimore, Maryland, U.S.                        |                                                                                            |
| Victoria | 3–0    | Vinnie DeBarros      | TKO  | 3 (6), 1:59   | 10 de junio de 1977      | Civic Center, Hartford, Connecticut, U.S.                      |                                                                                            |
| Victoria | 2–0    | Willie Rodriguez     | UD   | 6             | 14 de mayo de 1977       | Civic Center, Baltimore, Maryland, U.S.                        |                                                                                            |
| Victoria | 1–0    | Luis Vega            | UD   | 6             | 5 de febrero de 1976     | Civic Center, Baltimore, Maryland, U.S.                        | Professional debut                                                                         |